# Sorteo de la Copa Africana de Naciones 2015
El sorteo de la Copa Africana de Naciones 2015 fue el evento que determinó la conformación de los grupos de la trigésima edición del máximo torneo de selecciones mayores de la Confederación Africana de Fútbol. Se llevó a cabo el 3 de diciembre de 2014 en Malabo, capital de Guinea Ecuatorial.

## Conformación de los bombos
El 1 de diciembre de 2014 el Comité Organizador de la Copa Africana de Naciones publicó la distribución de los 16 equipos participantes en 4 bombos. La distribución fue hecha sobre la base de los rendimientos de cada selección en las Copas Africanas de los años 2010, 2012 y 2013, en los torneos clasificatorios para las Copas Africanas de los años 2012, 2013 y 2015 y en la Clasificación africana para el Mundial Brasil 2014. Cada selección obtuvo un puntaje calculado según la instancia a la que haya llegado en los torneos antes mencionados, las selecciones fueron ordenadas en los bombos de acuerdo a este puntaje con excepción de Guinea Ecuatorial que fue asignada directamente al bombo 1.
Entre paréntesis se indica el puntaje obtenido por cada selección según el sistema de clasificación publicado por la CAF.
| Bombo 1                                                                   | Bombo 2                                               | Bombo 3                                                      | Bombo 4                                           |
| ------------------------------------------------------------------------- | ----------------------------------------------------- | ------------------------------------------------------------ | ------------------------------------------------- |
| Guinea Ecuatorial (Anfitrión) Ghana (48) Costa de Marfil (44) Zambia (41) | Burkina Faso (40) Malí (38) Túnez (32.5) Argelia (28) | Cabo Verde (26.5) Sudáfrica (23.5) Camerún (23.5) Gabón (22) | Guinea (19) Senegal (19) RD Congo (18) Congo (13) |

### Sistema de puntuación para Copas Africanas
Para calcular los puntos de las selecciones por su participación en las últimas tres ediciones de las copas africanas se adoptó el siguiente sistema de puntuación:
| Copas Africanas de 2010, 2012 y 2013 | Copas Africanas de 2010, 2012 y 2013 |
| Fase alcanzada                       | Puntos otorgados                     |
| ------------------------------------ | ------------------------------------ |
| Campeón                              | 8                                    |
| Subcampeón                           | 6                                    |
| Semifinalistas                       | 4                                    |
| Cuartofinalistas                     | 3                                    |
| 3.° de grupo                         | 2                                    |
| 4.° de grupo                         | 1                                    |

El comité organizador dio mayor importancia a las ediciones más recientes por lo que los puntos obtenidos en el torneo del año 2013 fueron multiplicados por 3, los puntos del torneo del año 2012 multiplicados por 2 y los del torneo del año 2010 por 1.

### Sistema de puntuación para torneos clasificatorios
Para calcular los puntos de las selecciones por su participación en los últimos tres torneos clasificatorios para las copas africanas se adoptaron los siguientes sistemas de puntuación:
| Torneo clasificatorio 2012 | Torneo clasificatorio 2012 |
| Fase alcanzada             | Puntos otorgados           |
| -------------------------- | -------------------------- |
| 1.° de grupo               | 4                          |
| 2.° de grupo               | 3                          |
| 3.° de grupo               | 2                          |
| 4.° de grupo               | 1                          |

| Torneo clasificatorio 2013 | Torneo clasificatorio 2013 |
| Fase alcanzada             | Puntos otorgados           |
| -------------------------- | -------------------------- |
| Clasificado                | 3                          |
| Eliminado en 2.ª ronda     | 2                          |
| Eliminado en 1.ª ronda     | 1                          |

| Torneo clasificatorio 2015 | Torneo clasificatorio 2015 |
| Fase alcanzada             | Puntos otorgados           |
| -------------------------- | -------------------------- |
| 1.° de grupo               | 5                          |
| 2.° de grupo               | 4                          |
| 3.° de grupo               | 3                          |
| 4.° de grupo               | 2                          |
| Eliminado en 2.ª ronda     | 1                          |
| Eliminado en 1.ª ronda     | 0.5                        |

El comité organizador dio mayor importancia a las ediciones más recientes por lo que los puntos obtenidos en el torneo clasificatorio del año 2015 fueron multiplicados por 2, los puntos del torneo clasificatorio del año 2013 multiplicados por 1 y los del torneo del año 2012 por 0.5.

### Sistema de puntuación para el torneo clasificatorio al mundial 2014
Para calcular los puntos de las selecciones por su participación en el torneo de clasificación de la CAF para el mundial Brasil 2014 se adoptó el siguiente sistema de puntuación:
| Clasificación de CAF para Brasil 2014 | Clasificación de CAF para Brasil 2014 |
| Fase alcanzada                        | Puntos otorgados                      |
| ------------------------------------- | ------------------------------------- |
| Clasificado                           | 7                                     |
| Eliminado en los play-off             | 5                                     |
| 2.° de grupo                          | 3                                     |
| 3.° de grupo                          | 2                                     |
| 4.° de grupo                          | 1                                     |

### Cálculo de los puntos por equipo
| Selección       | CAN 2010 | CCAN 2012   | CAN 2012 | CCAN 2013 | CAN 2013 | CCAN 2015 | CCM 2014 | Puntos | Bombo |
| --------------- | -------- | ----------- | -------- | --------- | -------- | --------- | -------- | ------ | ----- |
| Ghana           | 6x1 = 6  | 4x0.5 = 2   | 4x2 = 8  | 3x1 = 3   | 4x3 = 12 | 5x2 = 10  | 7        | 48     | 1     |
| Costa de Marfil | 3x1 = 3  | 4x0.5 = 2   | 6x2 = 12 | 3x1 = 3   | 3x3 = 9  | 4x2 = 8   | 7        | 44     | 1     |
| Zambia          | 3x1 = 3  | 4x0.5 = 2   | 8x2 = 16 | 3x1 = 3   | 2x3 = 6  | 4x2 = 8   | 3        | 41     | 1     |
| Burkina Faso    | 2x1 = 2  | 4x0.5 = 2   | 1x2 = 2  | 3x1 = 3   | 6x3 = 18 | 4x2 = 8   | 5        | 40     | 2     |
| Malí            | 2x1 = 2  | 4x0.5 = 2   | 4x2 = 8  | 3x1 = 3   | 4x3 = 12 | 4x2 = 8   | 3        | 38     | 2     |
| Túnez           | 1x1 = 1  | 3x0.5 = 1.5 | 3x2 = 6  | 3x1 = 3   | 2x3 = 6  | 5x2 = 10  | 5        | 32.5   | 2     |
| Argelia         | 4x1 = 4  | 2x0.5 = 1   | 0x2 = 0  | 3x1 = 3   | 1x3 = 3  | 5x2 = 10  | 7        | 28     | 2     |
| Cabo Verde      | 0x1 = 0  | 3x0.5 = 1.5 | 0x2 = 0  | 3x1 = 3   | 3x3 = 9  | 5x2 = 10  | 3        | 26.5   | 3     |
| Sudáfrica       | 0x1 = 0  | 3x0.5 = 1.5 | 0x2 = 0  | 0x1 = 0   | 3x3 = 9  | 5x2 = 10  | 3        | 23.5   | 3     |
| Camerún         | 3x1 = 3  | 3x0.5 = 1.5 | 0x2 = 0  | 2x1 = 2   | 0x3 = 0  | 5x2 = 10  | 7        | 23.5   | 3     |
| Gabón           | 2x1 = 2  | 0x0.5 = 0   | 3x2 = 6  | 2x1 = 2   | 0x3 = 0  | 5x2 = 10  | 2        | 22     | 3     |
| Guinea          | 0x1 = 0  | 4x0.5 = 2   | 2x2 = 4  | 2x1 = 2   | 0x3 = 0  | 4x2 = 8   | 3        | 19     | 4     |
| Senegal         | 0x1 = 0  | 4x0.5 = 2   | 1x2 = 2  | 2x1 = 2   | 0x3 = 0  | 4x2 = 8   | 5        | 19     | 4     |
| RD Congo        | 0x1 = 0  | 2x0.5 = 1   | 0x2 = 0  | 3x1 = 3   | 2x3 = 6  | 3x2 = 6   | 2        | 18     | 4     |
| Congo           | 0x1 = 0  | 2x0.5 = 1   | 0x2 = 0  | 1x1 = 1   | 0x3 = 0  | 4x2 = 8   | 3        | 13     | 4     |

## Ceremonia
La ceremonia del sorteo inició a las 19:00, hora local, (UTC+1) en el Centro de Convenciones Sipopo de la ciudad de Malabo, capital de Guinea Ecuatorial. La presentación del evento estuvo a cargo del periodista congolés Robert Brazza, brindaron discursos el presidente del comité organizador local, Francisco Pascual Obama; el presidente de la CAF, Issa Hayatou y el presidente de Guinea Ecuatorial, Teodoro Obiang Nguema. Los números artísticos fueron realizados por la cantante gambiana Jankey Suso, el saxofonista camerunés Manu Dibango y el cantante senegalés Woz Kaly, Jankey Suso y Woz Kaly cerraron la reunión con una presentación en dúo.
Durante la ceremonia se rindió un homenaje, mediante un vídeo, a los profesionales de la salud, colaboradores y voluntarios que luchan contra la epidemia del virus ébola en el continente africano, en el vídeo participaron los jugadores Carlton Cole, Yaya Touré, Andros Townsend y Kei Kamara junto a los exjugadores Patrick Vieira y Fabrice Muamba.
La conducción del sorteo fue llevada a cabo por el secretario general de la CAF Hicham El Amrani quién contó con la colaboración del exfutbolista sudafricano Ephraim Mashaba en el bombo 1; el capitán de la selección de Guinea Ecuatorial Juvenal Edjogo en el bombo dos; el exfutbolista camerunés Alphonse Tchami en el bombo 3 y del exjugador egipcio Mohamed Aboutrika en el bombo 4. La primera bolilla del bombo 2, que iría al grupo A, fue elegida por Teodoro Obiang Nguema, presidente de Guinea Ecuatorial.

### Procedimiento del sorteo
El procedimiento del sorteo fue como sigue:
- Previamente Guinea Ecuatorial fue designada directamente a la primera casilla de grupo A
- Los tres equipos restantes del bombo 1 fueron sorteados en primer lugar y fueron colocados en la primera casilla de los grupos en orden alfabético del grupo B al grupo D.
- Luego se sortearon los equipos del bombo 4 y fueron colocados en la última casilla de los grupos en orden alfabético del grupo A al grupo D.
- El mismo procedimiento anterior se aplicó para sortear a los equipos de los bombos 3 y 2 en ese estricto orden.

## Resultados del sorteo
Luego del sorteo los grupos quedaron conformados de la siguiente manera:
| Grupo A                                    | Grupo B                          | Grupo C                         | Grupo D                             |
| ------------------------------------------ | -------------------------------- | ------------------------------- | ----------------------------------- |
| Guinea Ecuatorial Burkina Faso Gabón Congo | Zambia Túnez Cabo Verde RD Congo | Ghana Argelia Sudáfrica Senegal | Costa de Marfil Malí Camerún Guinea |